# تشان هو بارك
تشان هو بارك (الكورية: 박찬호) هو لاعب كرة قاعدة كوري جنوبي، ولد في 30 يونيو 1973 في جونجو في كوريا الجنوبية.

## وصلات خارجية
- الموقع الرسمي
- تشان هو بارك على موقع دوري كرة القاعدة الرئيسي (الإنجليزية)
- تشان هو بارك على موقع الدوري الياباني لكرة القاعدة (الإنجليزية)
- تشان هو بارك على موقع دوري كوريا الجنوبية لكرة القاعدة (الإنجليزية)
- تشان هو بارك على موقعبيزبول رفرنس.كوم (الدوري الرئيسي) (الإنجليزية)
- تشان هو بارك على موقعبيزبول رفرنس.كوم (الدوري الثانوي) (الإنجليزية)
- تشان هو بارك على موقع إي إس بي إن.كوم (أم.أل.بي) (الإنجليزية)
- تشان هو بارك على موقع مشجعي الرسوم البيانية (الإنجليزية)
- تشان هو بارك على موقع IMDb (الإنجليزية)